# Baborów (plaats)
Baborów (Duits: Bauerwitz) is een stad in het Poolse woiwodschap Opole, gelegen in de powiat Głubczycki. De oppervlakte bedraagt 11,73 km², het inwonertal 3227 (2005).